# Медицинска специалност
Медицинската специалност е специфична област от медицината, в която даден медик практикува .
Придобиването на специалност в системата на здравеопазването се осъществява чрез теоретично и практическо следдипломно обучение, наречено медицинска специализация. Лекарите, които са в процес на медицинска специализация, се наричат специализанти. Времетраенето на специализацията е различно.
След изпълнение на теоретичното и практическото обучение специализантът има правото да се яви на държавен изпит за специалност. При успешното полагане на държавния изпит на лекаря се издава диплома за придобита специалност.